# 4'33"
4′33″ (pronunciato dall'autore four, thirty-three oppure four minutes, thirty-three seconds) è una composizione del 1952 del compositore sperimentale statunitense John Cage in tre movimenti per qualunque strumento musicale o ensemble. Lo spartito, semplicemente, dà istruzione all'esecutore di non suonare nulla (tacet) per tutta la durata del brano. Nella prima versione dell'opera, il primo movimento dura 30 secondi, il secondo 2 minuti e 23 secondi ed il terzo 1 minuto e 40 secondi; la durata totale, ossia 4 minuti e 33 secondi, dà il titolo all'opera. Nelle intenzioni dell'autore, la composizione deve consistere dei suoni presenti nell'ambiente in cui viene eseguita, dando una idea di importanza dell'ambiente stesso, sebbene sia generalmente percepita come quattro minuti e trentatré secondi di silenzio.

## Genesi del brano
4′33″ è la composizione più famosa e controversa di Cage. Concepita circa nel 1952, mentre il compositore stava lavorando al ciclo Sonatas and Interludes, essa diventò per Cage l'epitome della sua idea di ciò che costituiva, o che poteva costituire, la musica. In un'intervista del 1982, come in molte altre occasioni, Cage affermò che 4′33″ era stata la sua opera più importante, l'apice di una serie di composizioni in cui il silenzio aveva avuto un ruolo importante: il Duetto per due flauti, scritto nel 1934, inizia con un periodo di silenzio, mentre Waiting, pezzo per piano scritto pochi mesi prima di 4'33”, è quasi totalmente costituito da silenzio, interrotto soltanto da un breve ostinato.
Un'esperienza importante per la realizzazione del pezzo fu la visita alla camera anecoica dell'Università di Harvard, stanza totalmente isolata dall'esterno ed insonorizzata in cui si sarebbe dovuto udire il silenzio più totale; Cage invece dichiarò di aver udito due rumori, uno più acuto rispetto all'altro. Un ingegnere gli spiegò che aveva ascoltato il proprio apparato cardiocircolatorio ed il proprio sistema nervoso in funzione, quindi Cage si convinse che il silenzio assoluto fosse un'utopia e che il suono, in qualsiasi sua forma, dominasse ogni istante della vita umana.

## Significato
Secondo Cage, 4'33” è un'opera assolutamente non silenziosa, bensì composta dai rumori che si sentono durante il silenzio dei musicisti, ad esempio quelli emessi dalla caduta di un oggetto, dal ronzio di un insetto o dal respirare degli spettatori. Il titolo e la durata particolare della composizione, invece, sono probabilmente riferimenti allo zero assoluto: 4 minuti e 33 secondi corrispondono a 273 secondi, e a -273,15 °C (corrispondenti a 0 K) è posizionato lo zero assoluto, la temperatura più bassa possibile per la materia, che è concretamente irraggiungibile, come il silenzio assoluto.

## 2010 Christmas Number One campaign
Nel dicembre 2010 si tenne una campagna per far diventare 4'33” il pezzo musicale più venduto dell'anno, per impedire al vincitore della settima edizione di The X Factor UK di raggiungere la cima degli UK Single Charts. Inizialmente l'iniziativa fu sostenuta da un gruppo di Facebook, ma ben presto ebbe ampia diffusione: anche se l'obiettivo non fu raggiunto, 4'33” riuscì comunque ad arrivare alla posizione 21 della classifica.